# Liste des équipes continentales en 2019
Cet article liste les équipes continentales en 2019.

## Liste des équipes

### Équipes américaines
| Équipes continentales américaines             | Équipes continentales américaines | Équipes continentales américaines |
| Nom de l'équipe                               | Pays                              | Code                              |
| --------------------------------------------- | --------------------------------- | --------------------------------- |
| Asociación Civil Mardan                       | Argentine                         | ACM                               |
| Asociación Civil Agrupación Virgen de Fátima  | Argentine                         | AVF                               |
| Municipalidad de Pocito                       | Argentine                         | EMP                               |
| Municipalidad de Rawson                       | Argentine                         | MRW                               |
| Sindicato de Empleados Públicos de San Juan   | Argentine                         | SEP                               |
| Deprisa Team                                  | Bolivie                           | DPA                               |
| Start Cycling Team                            | Bolivie                           | STF                               |
| São Francisco Saúde-Klabin-SME Ribeirão Preto | Brésil                            | SFS                               |
| DCBank                                        | Canada                            | DCB                               |
| Floyd's Pro Cycling                           | Canada                            | FPC                               |
| Probaclac/Devinci                             | Canada                            | PCD                               |
| BetPlay                                       | Colombie                          | BET                               |
| Coldeportes Bicicletas Strongman              | Colombie                          | CBS                               |
| Coldeportes-Zenú                              | Colombie                          | ECZ                               |
| EPM                                           | Colombie                          | EPM                               |
| Orgullo Paisa                                 | Colombie                          | EOP                               |
| GW Shimano                                    | Colombie                          | GWS                               |
| Medellín                                      | Colombie                          | MED                               |
| Inteja Imca Ridea DCT                         | République dominicaine            | DCT                               |
| Movistar Team Ecuador                         | Équateur                          | MTE                               |
| Canel's-Specialized                           | Mexique                           | CAS                               |
| Massi Vivo-Grupo Oresy                        | Paraguay                          | VIV                               |
| 303 Project (en)                              | États-Unis                        | 3O3                               |
| Aevolo                                        | États-Unis                        | AEV                               |
| Arapahoe-Hincapie                             | États-Unis                        | AHB                               |
| Elevate-KHS                                   | États-Unis                        | ELV                               |
| Team Illuminate                               | États-Unis                        | ILU                               |
| Skyline                                       | États-Unis                        | TSL                               |
| Wildlife Generation                           | États-Unis                        | WGC                               |

### Équipes asiatiques
| Équipes continentales asiatiques             | Équipes continentales asiatiques | Équipes continentales asiatiques |
| Nom de l'équipe                              | Pays                             | Code                             |
| -------------------------------------------- | -------------------------------- | -------------------------------- |
| VIB Sports                                   | Bahreïn                          | VIB                              |
| Brunei Continental Cycling Team              | Brunei                           | BRC                              |
| China Continental Team of Gansu Bank         | Chine                            | GCB                              |
| Giant                                        | Chine                            | MSS                              |
| Hengxiang                                    | Chine                            | HEN                              |
| Jilun                                        | Chine                            | JLC                              |
| Kunbao Sport                                 | Chine                            | KBS                              |
| Mitchelton-BikeExchange                      | Chine                            | MBE                              |
| Ningxia Sports Lottery-Livall                | Chine                            | NLC                              |
| Shenzhen Xidesheng                           | Chine                            | XDS                              |
| Taiyuan Miogee                               | Chine                            | TMC                              |
| Tianyoude Hotel                              | Chine                            | TYD                              |
| Yunnan Lvshan Landscape                      | Chine                            | YUN                              |
| HKSI                                         | Hong Kong                        | HKS                              |
| X-Speed United                               | Hong Kong                        | XSU                              |
| Customs Cycling Indonesia                    | Indonésie                        | CCI                              |
| KFC                                          | Indonésie                        | KFC                              |
| PGN                                          | Indonésie                        | PGN                              |
| Fengsheng Sports DFT Team                    | Iran                             | DFT                              |
| Foolad Mobarakeh Sepahan                     | Iran                             | FSC                              |
| Omidnia Mashhad Team                         | Iran                             | OMT                              |
| Aisan Racing                                 | Japon                            | AIS                              |
| Interpro Cycling Academy                     | Japon                            | IPC                              |
| Kinan                                        | Japon                            | KIN                              |
| Matrix Powertag                              | Japon                            | MTR                              |
| Nasu Blasen                                  | Japon                            | NAS                              |
| Shimano Racing Team                          | Japon                            | SMN                              |
| Bridgestone                                  | Japon                            | BGT                              |
| Ukyo                                         | Japon                            | UKO                              |
| Utsunomiya Blitzen                           | Japon                            | BLZ                              |
| Apple Team                                   | Kazakhstan                       | APL                              |
| Astana City                                  | Kazakhstan                       | TSE                              |
| Vino-Astana Motors                           | Kazakhstan                       | VAM                              |
| Gapyeong                                     | Corée du Sud                     | GPC                              |
| Geumsan Insam Cello                          | Corée du Sud                     | GIC                              |
| Korail                                       | Corée du Sud                     | KCT                              |
| KSPO-Bianchi Asia                            | Corée du Sud                     | KSP                              |
| LX                                           | Corée du Sud                     | LXC                              |
| Seoul                                        | Corée du Sud                     | SCT                              |
| Uijeongbu                                    | Corée du Sud                     | UCT                              |
| Sapura                                       | Malaisie                         | TSC                              |
| Terengganu                                   | Malaisie                         | TSG                              |
| 7 Eleven Cliqq-air21 by Roadbike Philippines | Philippines                      | 7RP                              |
| Team Go For Gold                             | Philippines                      | G4G                              |
| Thailand Continental                         | Thaïlande                        | TCC                              |

### Équipes européennes
| Équipes continentales européennes                 | Équipes continentales européennes | Équipes continentales européennes |
| Nom de l'équipe                                   | Pays                              | Code                              |
| ------------------------------------------------- | --------------------------------- | --------------------------------- |
| Hrinkow Advarics Cycleang                         | Autriche                          | HAC                               |
| Maloja Pushbikers                                 | Autriche                          | MPB                               |
| Sport.Land. Niederösterreich Selle Smp - St. Rich | Autriche                          | CTN                               |
| Team Felbermayr Simplon Wels                      | Autriche                          | RSW                               |
| Team Vorarlberg Santic                            | Autriche                          | VBG                               |
| Tirol KTM                                         | Autriche                          | TIR                               |
| Cibel                                             | Belgique                          | CIB                               |
| Marlux-Bingoal                                    | Belgique                          | MAB                               |
| Pauwels Sauzen-Vastgoedservice                    | Belgique                          | PSV                               |
| Tarteletto-Isorex                                 | Belgique                          | TIS                               |
| Telenet-Fidea Lions                               | Belgique                          | TFL                               |
| Wallonie-Bruxelles Development Team               | Belgique                          | WBD                               |
| Minsk Cycling Club                                | Biélorussie                       | MCC                               |
| Meridiana Kamen                                   | Croatie                           | MKT                               |
| AC Sparta Praha                                   | Tchéquie                          | ACS                               |
| Elkov-Author                                      | Tchéquie                          | ELA                               |
| Pardus-Tufo Prostějov                             | Tchéquie                          | SKC                               |
| BHS-Almeborg Bornholm                             | Danemark                          | ABB                               |
| ColoQuick                                         | Danemark                          | TCQ                               |
| Team Waoo                                         | Danemark                          | WAO                               |
| Equipo Euskadi                                    | Espagne                           | EUK                               |
| Kometa                                            | Espagne                           | KMT                               |
| Continentale Groupama-FDJ                         | France                            | CGF                               |
| Natura4Ever-Roubaix-Lille Métropole               | France                            | NRL                               |
| Saint Michel-Auber 93                             | France                            | AUB                               |
| Canyon DHB-Bloor Homes                            | Royaume-Uni                       | DHB                               |
| Madison Genesis                                   | Royaume-Uni                       | MGT                               |
| Ribble Pro Cycling (en)                           | Royaume-Uni                       | RPC                               |
| Swift Carbon Pro Cycling (en)                     | Royaume-Uni                       | SCB                               |
| Team Wiggins Le Col                               | Royaume-Uni                       | WGN                               |
| Vitus                                             | Royaume-Uni                       | VIT                               |
| Bike Aid                                          | Allemagne                         | BAI                               |
| Sunweb Development                                | Allemagne                         | DSU                               |
| Heizomat-Rad-net.De                               | Allemagne                         | HRN                               |
| Herrmann (en)                                     | Allemagne                         | HRR                               |
| LKT Brandenburg                                   | Allemagne                         | LKT                               |
| P&S Metalltechnik                                 | Allemagne                         | PUS                               |
| Dauner-Akkon                                      | Allemagne                         | TDA                               |
| Lotto-Kern-Haus                                   | Allemagne                         | LKH                               |
| Sauerland NRW-SKS Germany                         | Allemagne                         | SVL                               |
| Pannon Cycling Team (en)                          | Hongrie                           | PNN                               |
| EvoPro Racing                                     | Irlande                           | EVO                               |
| Beltramitsa Hoppla' Petroli Firenze (en)          | Italie                            | BHP                               |
| Biesse Carrera                                    | Italie                            | BIC                               |
| Friuli ASD                                        | Italie                            | CTF                               |
| D'Amico-UM Tools                                  | Italie                            | AZT                               |
| Dimension Data for Qhubeka                        | Italie                            | DDC                               |
| Iseo Serrature-Rime-Carnovali                     | Italie                            | IRC                               |
| Sangemini-Trevigiani-Mg.K Vis                     | Italie                            | SAN                               |
| Team Colpack                                      | Italie                            | CPK                               |
| Amore & Vita-Prodir                               | Lettonie                          | AMO                               |
| Leopard Pro Cycling                               | Luxembourg                        | LPC                               |
| Team Differdange GeBa                             | Luxembourg                        | CCD                               |
| Alecto                                            | Pays-Bas                          | ALE                               |
| BEAT Cycling Club                                 | Pays-Bas                          | BRT                               |
| Metec-TKH                                         | Pays-Bas                          | MET                               |
| Monkey Town-A Block                               | Pays-Bas                          | MTA                               |
| SEG Racing                                        | Pays-Bas                          | SEG                               |
| Vlasman                                           | Pays-Bas                          | VLA                               |
| Joker Fuel of Norway                              | Norvège                           | JFN                               |
| Team Coop                                         | Norvège                           | TCO                               |
| Uno-X Norwegian Development Team                  | Norvège                           | UXT                               |
| CCC Development Team                              | Pologne                           | CDT                               |
| Team Hurom                                        | Pologne                           | THU                               |
| Voster ATS                                        | Pologne                           | VOS                               |
| Wibatech Merx                                     | Pologne                           | WIB                               |
| Aviludo-Louletano                                 | Portugal                          | AVL                               |
| Efapel                                            | Portugal                          | EFP                               |
| LA Alumínios-LA Sport                             | Portugal                          | LAA                               |
| Miranda-Mortágua                                  | Portugal                          | MIR                               |
| Radio Popular-Boavista                            | Portugal                          | RPB                               |
| Sporting-Tavira                                   | Portugal                          | STA                               |
| Ud Oliveirense-Inoutbuild                         | Portugal                          | UIO                               |
| Vito-Feirense-Pnb                                 | Portugal                          | CDF                               |
| Giotti Victoria                                   | Roumanie                          | GTV                               |
| Team Novak                                        | Roumanie                          | TNV                               |
| Lokosphinx                                        | Russie                            | LOK                               |
| Adria Mobil                                       | Slovénie                          | ADR                               |
| Ljubljana Gusto Santic                            | Slovénie                          | LGS                               |
| Akros-Thömus                                      | Suisse                            | AKT                               |
| IAM Excelsior                                     | Suisse                            | IAM                               |
| Swiss Racing Academy                              | Suisse                            | SRA                               |
| Dukla Banská Bystrica                             | Slovaquie                         | DKB                               |
| Memil-CCN Pro Cycling                             | Suède                             | MPC                               |
| Salcano-Sakarya BB Team (en)                      | Turquie                           | SBB                               |
| Ferei                                             | Ukraine                           | FCT                               |
| Kyiv Capital Team                                 | Ukraine                           | TKC                               |
| Lviv                                              | Ukraine                           | LCT                               |

### Équipes océaniennes
| Équipes continentales océaniennes      | Équipes continentales océaniennes | Équipes continentales océaniennes |
| Nom de l'équipe                        | Pays                              | Code                              |
| -------------------------------------- | --------------------------------- | --------------------------------- |
| Drapac-Cannondale Holistic Development | Australie                         | DCC                               |
| Futuro-Maxxis                          | Australie                         | FMP                               |
| Oliver's Real Food                     | Australie                         | OLI                               |
| Pro Racing Sunshine Coast              | Australie                         | ACA                               |
| St George                              | Australie                         | STG                               |
| BridgeLane                             | Australie                         | BLN                               |